# اتفاقية الإشارة السلبية

توضيح الاتجاهات المرجعية لمتغيرات التيار ، والجهد ، والقدرة المستخدمة في الاتفاقية. إذا تم تعريف التيار الموجب على أنه التيار الذي يتدفق إلى الطرف الموجب للجهد في الجهاز، فإن الطاقة الموجبة (المشار إليها بالسهم الكبير) وفقاً للمعادلة تمثل تدفق القدرة الكهربائية إلى الجهاز، في حين أن القدرة السالبة تمثل تدفق الطاقة خارج الجهاز.

اتفاقية الإشارة السلبية (بالإنجليزية:  Passive sign convention اختصارًا PSC)‏ هي اتفاقية(1) للإشارة أو قاعدة قياسية، تم اعتمادها عالميًا من قبل مجتمع الهندسة الكهربائية، لتحديد إشارة القدرة الكهربائية في الدوائر الكهربائية. تحدد الاتفاقية أن القدرة الكهربائية المتدفقة خارج الدارة إلى عنصر كهربائي تكون موجبة الإشارة، وأن القدرة الكهربائية المتدفقة إلى الدارة من عنصر كهربائي تكون سالبة الإشارة. لذلك، العنصر الكهربائي الذي يتدفق التيار الكهربائي إليه ويدخل من طرفه الموجب، تكون إشارة القدرة الخاصة به موجية (+)، وفي هذا الحالة يسمى عنصر خامل أو عنصر سلبي أو عنصر غير فعال أي يستهلك أو يبدد الطاقة، مثل: الأجهزة المنزلية والمصابيح الكهربائية، والعنصر الكهربائي الذي يتدفق التيار الكهربائي منه ويخرج من طرفه الموجب، تكون إشارة القدرة الكهربائية الخاصة به سالبة (-)، وفي هذه الحالة يسمى عنصر نشط أو عنصر فعال، أي مصدر للطاقة ينتج أو يمنح الطاقة لباقي العناصر في الدارة الكهربائية مثل: المولدات الكهربائية، والبطاريات، ومزودات الطاقة.
تستخدم هذه الاتفاقية في العديد من الأغراض، منها، تحديد اتزان القدرة الكهربائية في الدوائر الكهربائية، وحساب القدرة التي يستهلكها أو ينتجها أي عنصر في الدارة، وفهم وتحليل الدوائر الكهربائية بشكل موحد بغض النظر عن من قام بتصميمها، وتستخدم أيضًا في برامج المحاكاة الحاسوبية لتحليل الدوائر الكهربائية المعقدة مثل: سبايس، وإن آي ملتي سيم.

## الاتفاقية
إذا نظرنا إلى عناصر الدارة الكهربائية من منظور الطاقة، نجدُ أنَّ هناك احتمالين قياسيين، إمَّا أن ينتج العنصر الطاقة، وإمَّا أن يستهلك العنصر للطاقة، وبناءً عليه، تنص اتفاقية الإشارة السلبية على أنَّه في العناصر التي يُعرَّف فيها متغير التيار {\displaystyle I} على أنَّه يدخل إلى العنصر من الطرف الذي يكون موجبًا كما يحدده متغير الجهد {\displaystyle V}، فإن القدرة الكهربائية {\displaystyle P} والمقاومة الكهربائية {\displaystyle R} للعنصر تعطى بالعلاقات التالية:
{\displaystyle R={\frac {V}{I}}}          {\displaystyle P=VI}
وفي العناصر التي يُعرَّف فيها متغير التيار على أنَّه يخرج من العنصر من الطرف الذي يكون موجبًا كما يحدده متغير الجهد، فإن قدرة ومقاومة العنصر تعطى بالعلاقات التالية:
{\displaystyle R=-{\frac {V}{I}}}          {\displaystyle P=-VI}
وبناءً على التعريف، يمكن تحديد العناصر الخاملة «الأحمال» إذا كان لديها {\displaystyle P>0}، {\displaystyle R>0}، وستكون العناصر النشطة «مصادر الطاقة» هي التي لديها {\displaystyle P<0}، {\displaystyle R<0}.

## التوضيح

### العناصر النشطة والخاملة
في الهندسة الكهربائية، تمثل القدرة الكهربائية معدل تدفق الطاقة الكهربائية إلى أو من جهاز معين «عنصر كهربائي» أو حجم دراسي. القدرة كمية لها إشارة، والقدرة السالبة تمثل الطاقة المتدفقة في الاتجاه المعاكس للقدرة الموجبة. يتم توصيل عنصر بسيط «الموضح في هذه الرسومات كمستطيل» بالدارة عبر سلكين يمر من خلالهما التيار الكهربائي عبر العنصر. من وجهة نظر تدفق الطاقة، يمكن تقسيم العناصر الكهربائية في الدارة إلى نوعين:
- مصادر الطاقة أو العناصر النشطة، مثل البطارية والمولد الكهربائي، يتم إجبار التيار الكهربائي «التيار التقليدي المتمثل في تدفق الشحنات الموجبة» على التحرك عبر العنصر في اتجاه الجهد الكهربائي الأعلى، من القطب السالب إلى القطب الموجب للجهد. وهذا يزيد من الطاقة المحتملة للشحنات الكهربائية، وبالتالي تتدفق الطاقة الكهربائية خارج العنصر إلى باقي العناصر في الدارة. يجب أن يتم بذل شغل كهربائي على الشحنات المتحركة بواسطة مصدر طاقة في العنصر، لجعلها تتحرك في هذا الاتجاه ضد القوة المعارضة للمجال الكهربائي {\displaystyle E}.
- الأحمال أو العناصر الخاملة، مثل المصباح الكهربائي، والمقاوم كهربائي، والمحرك الكهربائي، يتحرك التيار عبر العنصر تحت تأثير المجال الكهربائي في اتجاه الجهد الكهربائي الأقل، من القطب الموجب إلى القطب السالب. وبالتالي يتم بذل الشغل على العنصر بواسطة الشحنات، حيث تتدفق الطاقة المحتملة من الشحنات، وتنتقل الطاقة الكهربائية من الدارة إلى العنصر، حيث تتحول إلى شكل آخر من أشكال الطاقة مثل الحرارة أو شغل ميكانيكي.

بإختصار العناصر النشطة تنتج الطاقة الكهربائية وتدفع التيار عبر الدارة، والعناصر الخاملة تستهلك هذه الطاقة وتستخدمها للقيام بشغل مثل الإضاءة أو تشغيل محرك.
بعض العناصر الكهرائية يمكن أن تتصرف كمصدرًا أو حملاً، وذلك حسب الجهد أو التيار المار خلالها. على سبيل المثال، تعمل البطارية القابلة لإعادة الشحن كمصدر عندما تُستخدم لتزويد الطاقة، ولكنها تعمل كحمل عندما يتم إعادة شحنها. يعمل المكثف الكهربائي والملف الكهربائي كحمل عندما يقوما بتخزين الطاقة في مجاله الكهربائي من الدارة الخارجية في حالة المكثف، أو تخزين الطاقة في مجاله المغناطيسي من الدارة الخارجية في حالة الملف، ولكنهما يعملا كمصدر عندما يفرغا الطاقة المخزنة في المجال الكهربائي أو المغناطيسي إلى الدارة الخارجية.

## الهوامش
- 1: الاتفاقية في الهندسة هي وسيلة قياسية لوصف أمر معين، بحيث يتمكن الآخرون في المجال من فهم المقصود.[5]